# Cheju (cheval)
Pour l’article homonyme, voir Cheju.
Le Cheju, ou Jeju, est une race de poneys originaire de l'île du même nom, en Corée du Sud. Il est considéré comme un trésor national.

## Histoire
Le poney Cheju est originaire de la province Cheju en Corée. L'île de Cheju (Jeju en coréen) est située au sud de la Corée du Sud. Selon le professeur Dominicus C. Choung de l'université nationale de Cheju située dans la ville de Jeju, il n'a pas été fermement établi quand et quelles races de chevaux ont été introduites les premières en Corée, mais on suppose qu'il vient de Chine. D'anciennes archives révèlent que ces chevaux étaient parmi les animaux les plus importants pour l'agriculture et l'armée, de l'époque des tribus (av. J.-C.) jusqu'à la dynastie Choson (XIVe et XIXe siècles). Pendant la dynastie Koryo, les Mongols (1276-1376) gouvernaient Cheju et ont importé leurs chevaux sur l'île. Une archive stipule que 160 chevaux mongols ont été apportés depuis la Mongolie, et ont été utilisés pour améliorer les poneys natifs. Depuis cette époque, les chevaux élevés sur Cheju ont été exportés en Corée et en Mongolie. Ils ont également été utilisés dans les lignées Mongoles et autres races exotiques. Pendant les dynasties Koryo et Choson, Cheju était une zone de production de chevaux majeure, 25 % des habitants de l'île en faisaient leur activité principale. À une époque, il y avait plus de 20 000 poneys sur Cheju, mais ce nombre décrut avec la mécanisation de l'agriculture et des transports, jusqu'à atteindre seulement 2 500 individus en 1989. Pour préserver la race, le gouvernement coréen a désigné le poney Cheju comme trésor national no 347.

## Description
Il toise de 1,10 m à 1,30 m. La tête est assez forte, dotée d'un profil rectiligne, de grands yeux en amande et de petites oreilles. 
Le Cheju est un poney très résistant aux variations climatiques, habitué à vivre dans un environnement volcanique avec une nourriture pauvre. La race a fait l'objet d'une étude visant à déterminer la présence de la mutation du gène DMRT3 à l'origine des allures supplémentaire : cette étude a permis de confirmer la présence de cette mutation chez le Cheju, mais pas l'existence d'animaux ambleurs chez la race. 

## Utilisations
Ce poney peut être utilisé pour l'équitation des enfants, et était originellement un animal de selle et de trait léger.
Il est actuellement élevé pour des prélèvements de son sang.

## Diffusion de l'élevage
La race est rare, avec environ 200 individus de pure race recensés en 2014. L'étude menée par l'université d'Uppsala, publiée en août 2010 pour la FAO, signale le Cheju comme une race locale asiatique qui n'est pas menacée d'extinction. La base de données DAD-IS signale la race (2018) comme n'étant pas menacée d'extinction.